# Culicoides vitreipennis
Culicoides vitreipennis är en tvåvingeart som beskrevs av Austen 1921. Culicoides vitreipennis ingår i släktet Culicoides och familjen svidknott. Inga underarter finns listade i Catalogue of Life.